# مصفوت
مصفوت هي قرية تشكل جزءًا من منطقة مصفوت في عجمان (إحدى الإمارات السبع التي تشكل دولة الإمارات العربية المتحدة)، وهي محاطة برأس الخيمة ومنطقة حتا في دبي وعمان (ولاية محضة بمحافظة البريمي). ولا يمكن الوصول إليها إلا من عجمان نفسها عن طريق عبور أراضي الشارقة ورأس الخيمة .
تبعد مصفوت عن عجمان نحو 110 كم إلى الجنوب الشرقي وتضم مدينة مصفوت منطقة مزيرع والصبيغة وسيح الزهرة. السكان ينحدرون من قبائل بني كعب والبدوات. وتشتهر مصفوت بالزراعة حيث التربة الخصبة والوديان الفسيحة والمناخ المعتدل مما أهّلها لتكون مركز جذب للسياحة. وتتميز بالطبيعة الخلابة حيث الجبال الشاهقة. وكذلك تشتهر بالوديان الفسيحة مثل وادي غلفا والصوامر ومصفوت والخنفرية ووادي المنصورة.
بلغ عدد سكان المدينة في تعداد عام 2017 حوالي 8988 نسمة على مساحة 86.59 كم2، وهو ما يعادل كثافة سكانية تبلغ 103.8 لكل كم2.
تضم القرية عددًا من المرافق الحكومية والمراكز البلدية، بما في ذلك محكمة مخصصة بنيت عام 2017. وفيها أيضا المنزل السابق لمؤسس إمارة عجمان الشيخ راشد بن حميد النعيمي حيث تحيط بالمنزل حديقة الورق التي تبلغ مساحتها 13,500 متر مربع.
في عام 2017، أعلن عن مشروع منتجع مصفوت هايتس، ليكون مشروعًا فندقيًا وسياحيًا متعدد الاستخدامات. تم حظر حفر آبار المياه في المنطقة من قبل حكومة عجمان حيث أصبح استنزاف المياه مشكلة مع انتشار أكثر من 80 بئراً غير منظمة تم حفرها في طبقات المياه الجوفية في المنطقة.
مصفوت هي موطن نادي مصفوت لكرة القدم من الذي يلعب في دوري الدرجة الأولى الإماراتي.
تقع قلعة مصفوت على الجبال الصخرية فوق القرية، وقد تم ترميمها في الأربعينيات على يد الشيخ راشد بن حميد، وكان الهدف من بنائها في الأصل هو الحماية من قطاع الطرق المتجهين إلى عُمان. القرية هي أيضًا موطن لمسجد بن سلطان الذي يعود تاريخه إلى عام 1815.
القرية المجاورة التي تشكل الجزء الآخر المكتظ بالسكان من الجيب هي مزيرع.